# Ала-Виексъярви
А́ла-Ви́ексъя́рви (фин. Ala Vieksjärvi) — озеро на территории Поросозерского сельского поселения Суоярвского района Республики Карелия.

## Общие сведения
Площадь озера — 28,2 км², площадь бассейна — 371 км². Располагается на высоте 148,5 метров над уровнем моря. Тремя километрами восточнее располагается озеро Пастоярви.
Форма озера лопастная, продолговатая, вытянутая с юго-востока на северо-запад. Берега сильно изрезанные, каменисто-песчаные, местами заболоченные.
На западе в озеро втекает короткая протока, вытекающая из озера Кивиярви.
На юго-востоке в озеро втекает безымянный ручей, вытекающий из озера Тютяръярви.
Также на юго-западе озеро соединено широкой протокой с озером Лапинъярви, в которое впадает река Поясйоки.
Сток из озера осуществляется в северо-западной оконечности посредством реки Виексйоки, втекающей в реку Койтайоки.
В озере расположено около двадцати небольших островов без названия, однако их количество может варьироваться в зависимости от уровня воды.
Код водного объекта в государственном водном реестре — 01050000111102000011578.